# Michele Lega

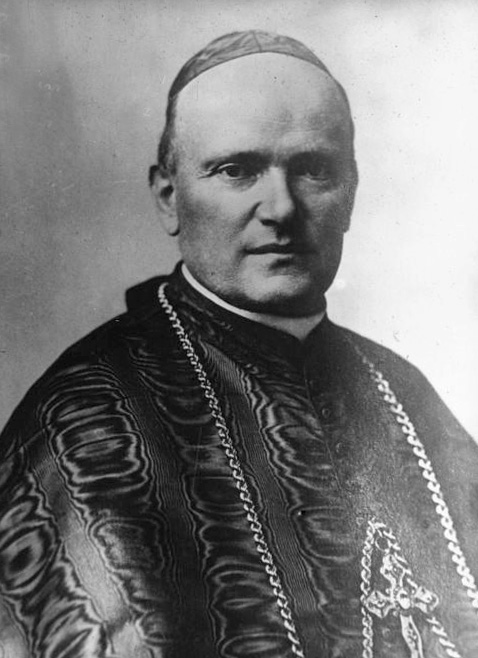
Michele Kardinal Lega (1922)

Michele Kardinal Lega (* 1. Januar 1860 in Brisighella, Kirchenstaat; † 16. Dezember 1935 in Rom) war ein Kurienkardinal der römisch-katholischen Kirche.

## Leben
Michele Lega erhielt seine theologische und philosophische Ausbildung in Faenza und Rom. Er empfing am 13. September 1883 das Sakrament der Priesterweihe und schloss seine weiterführenden Studien im Jahre 1888 mit der Promotion zum Doktor des Kanonischen Rechts ab. Anschließend arbeitete er als Dozent an verschiedenen Hochschulen Roms und nahm verschiedene Ämter in der Ratskongregation des Kardinalskollegiums wahr. Ab 1904 gehörte er der Päpstlichen Kommission für die Kodifizierung des Kanonischen Rechts an, 1908 wurde er Dekan der Rota Romana.
Papst Pius X. nahm Michele Lega am 25. Mai 1914 als Kardinaldiakon mit der Titeldiakonie Sant’Eustachio in das Kardinalskollegium auf. Papst Benedikt XV. ernannte ihn im Dezember des gleichen Jahres zum Präfekten des Obersten Gerichtshofes der Apostolischen Signatur. Michele Kardinal Lega gehörte ab 1917 der Kommission für die authentische Auslegung des Kanonischen Rechts an. 1920 wurde er Präfekt der Sakramentenkongregation. Papst Pius XI. erhob ihn 1924 unter Beibehaltung seiner Titelkirche in den Rang eines Kardinalpriesters pro hac vice und ernannte ihn am 21. Juni 1926 zum Kardinalbischof von Frascati. Die Bischofsweihe spendete ihm der Papst persönlich am 11. Juli 1926 in der Sixtinischen Kapelle; Mitkonsekratoren waren Carlo Cremonesi, Almosenier Seiner Heiligkeit, und Agostino Zampini OSA, Sakristan Seiner Heiligkeit. 1931 wurde Michele Kardinal Lega Subdekan des Kardinalskollegiums. Sein Bruder Antonio Lega, Erzbischof von Ravenna und Bischof von Cervia, war bei der Bischofsweihe anwesend. Als päpstlicher Legat vertrat Michele Lega den Papst bei mehreren kirchlichen Feierlichkeiten.
Michele Kardinal Lega starb am 16. Dezember 1935 in Rom und wurde in seinem Geburtsort beigesetzt.

## Leistungen
Die Sammlung seiner Rota-Entscheidungen von 1909 bis 1914 gilt als klassisch: Coram Lega habitae S. R. Rotae decisiones sive sententiae, Rom 1926. Das Vorwort (S. 9–64) gibt darüber hinaus wichtige Hinweise zu den älteren Rota-Entscheidungen und ihren Sammlungen, die den Entscheidungen selbst hinzugefügten Anmerkungen bieten einen interessanten Vergleich zwischen dem älteren und dem neueren Kirchenrecht.